# Elvira Ibarz Ibarz
Elvira Ibarz Ibarz (Mequinensa,  11 de novembre de 1891 - ?, 1953) va ser una activista antifeixista catalana, que va lluitar a la resistència francesa contra els nazis durant la Segona Guerra Mundial i va sobreviure al camp de concentració de Ravensbrück.

## Biografia
Era filla de Joaquim i d'Águeda de Mequinensa. Casada en primeres núpcies amb el miner Antonio Castelló Roca, van ser pares de Maria Castelló Ibarz. Vídua, Elvira Ibarz treballava a l'hotel Roi de la Pobla de Segur (Lleida). Allí va conèixer Jaume Beleta, fill de casa Antema de la Plana de Mont-ros. La parella va establir-se a Tolosa de Llenguadoc.
El 1936 van tornar a Espanya per lluitar en el bàndol republicà durant la Guerra Civil. Beleta i el seu gendre Josep Ferrer (marit de Maria) van treballar fortificant camps d'aviació a Balaguer, Aravell i Argelaguer. Un cop ocupada Catalunya, Elvira Ibarz i la seva filla Maria van tornar a França, acompanyades per les nebodes Conxita, Rosa, Mercè i Pepita Grangé  a través de Portbou, i van estar durant unes setmanes a Liévin (Pas de Calais) fins que van poder tornar a l'Arieja i reunir-se amb Jaume Beleta.
Després de l'esclat de la Segona Guerra Mundial van residir a Peny (Gudàs) al departament d'Arieja i van participar en la Resistència contra els nazis. Quan el marit d'Elvira Ibarz va ser descobert va fugir i es va amagar a Andorra. Llavors ella, amb la seva filla Maria i la seva neboda Conxita Grangé, van entrar a formar part de la 3a Brigada de Guerrillers, ajudant a l'evasió de soldats aliats a través dels Pirineus i amagant maquis. Va ser capturada amb la seva filla Maria el 1944 quan la milícia de Pétain van entrar a trets a casa de Gudas buscant al maqui Jesús Ríos.
Després de la seva detenció, van ser internades a les presons de Foix i Saint Michel (Tolosa) i deportades amb l'anomenat «Tren Fantasma» des de Tolosa al camp de concentració de Dachau, on van entrar el 28 d'agost de 1944, sent-li assignada a Elvira la matrícula 83.885. Com a la majoria de les dones, la van traslladar al camp de concentració de Ravensbrück, on va ser internada amb el número 62.478, i hi va fer treballs forçats fins que va ser alliberada pels soviètics. Va ser repatriada a França i va tornar a Tolosa.

## Reconeixement
El 24 d'octubre de 2014, amb motiu de la celebració de l'Assemblea anual de l'Amical de Mauthausen als Museus de Mequinensa, es va inaugurar un monument dedicat a les persones nascudes a la localitat que van ser deportades als camps nazis i es va instal·lar una placa metàl·lica en un monòlit de pedra amb la inscripció «A todos los hijos de Mequinenza que padecieron la deportación a los campos nazis (1940-1945). Que su recuerdo sirva de experiencia».